# Rubihorn
Das Rubihorn ist ein 1957 m ü. NHN hoher Nebengipfel des Westlichen Wengenkopfs in den Allgäuer Alpen. Er liegt östlich von Oberstdorf und gehört zusammen mit dem Nebelhorn zur Daumengruppe.

## Felssturz
Am 9. Juli 1987 ereignete sich an der Nordseite des Rubihorn ein Felssturz, bei dem zwischen 10.000 und 15.000 m³ Geröll zu Tal gingen. Die Spuren dieses Ereignisses sind bis heute weithin sichtbar.

## Aufstiege/Zustiege
- Reichenbach (Parkplatz) – Gaisalpe (1165 m) – Unterer Gaisalpsee (1508 m) – Gipfel (diese Variante dauert ca. 3,5 Stunden, Trittsicherheit und Schwindelfreiheit absolut erforderlich)
- Nebelhornbahn (Mittelstation Vordere Seealpe 1280 m) – Roßbichel (1465 m) – Gipfel (bei dieser Variante ist schon durch die Fahrt mit der Nebelhornbahn einiges an Höhe gewonnen, jedoch sind auf dieser Strecke ebenfalls Trittsicherheit und Schwindelfreiheit erforderlich)
- Die Rubihorn Nordwand gehört zu den klassischen Winter-Kletter-Touren[1] in den Allgäuer Alpen – Zustieg über Parkplatz Gaisalpe / Gaisalptobel (im Winter gesperrt / Umweg über asphaltierte Straße möglich), vorbei an Richtersalpe über Geröllfeld zur Wand. In der Wand existieren mehrere Kletterrouten unterschiedlichster Ansprüche.[2]

## Tourismus & Naturschutz
Aufgrund der Lage im Naturschutzgebiet Allgäuer Hochalpen ist in der Umgebung Biwakieren, Feuer und Grillen, Flug mit Drohnen und das Hinterlassen von Müll verboten. Die Einhaltung des Verbots wird von den Behörden kontrolliert.

## Bilder

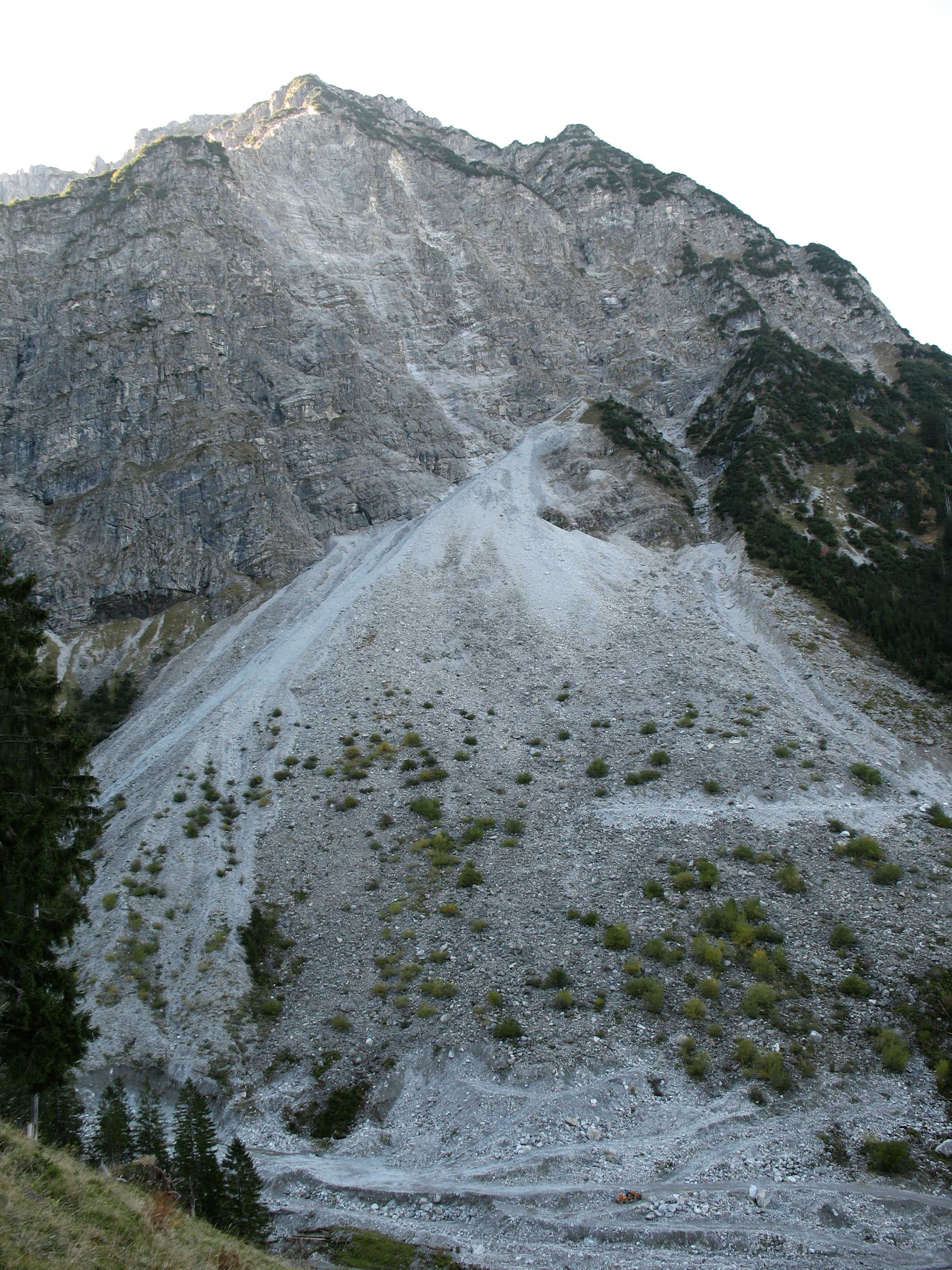
Felssturz am Rubihorn
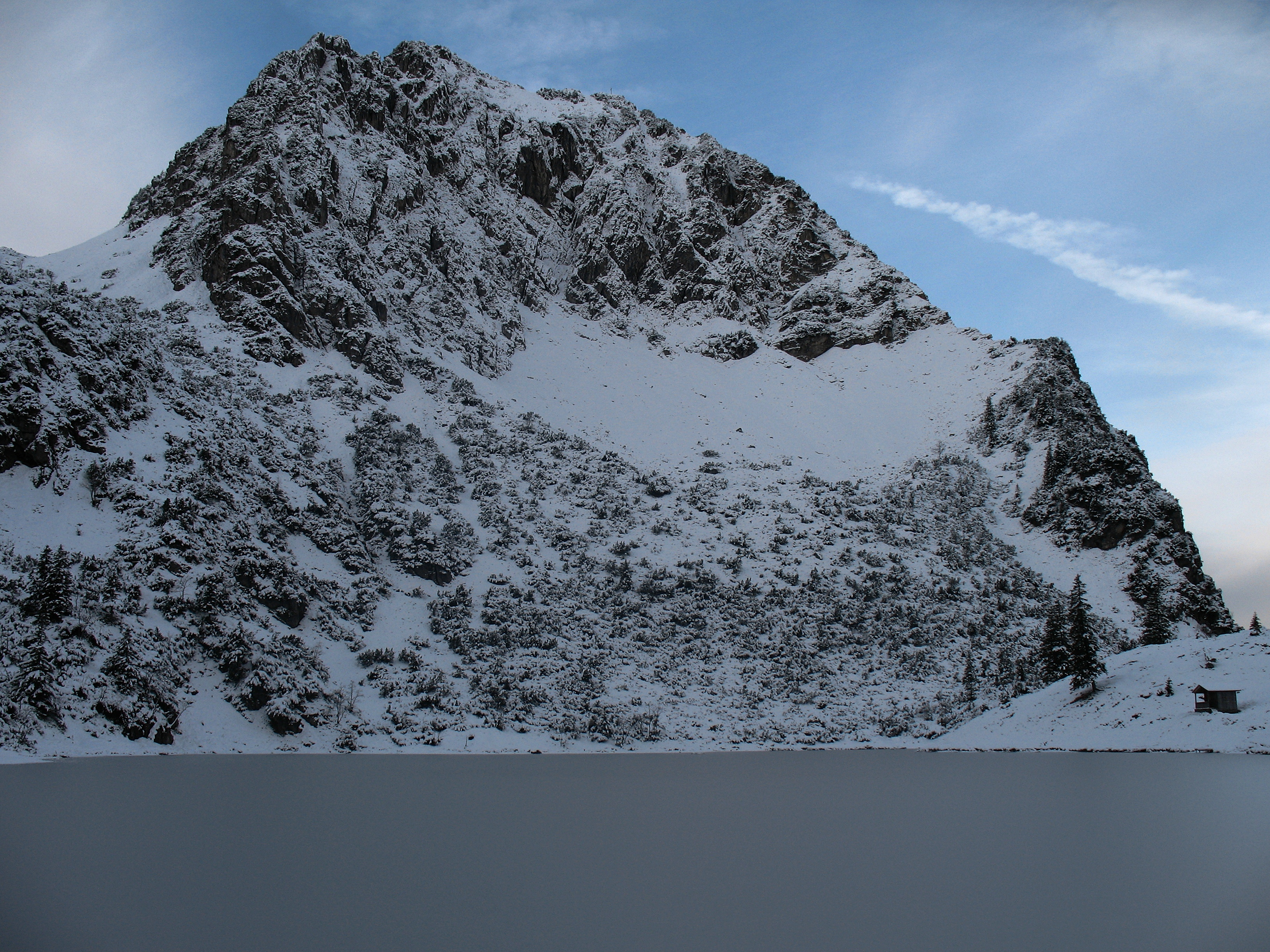
Über dem Unteren Gaisalpsee
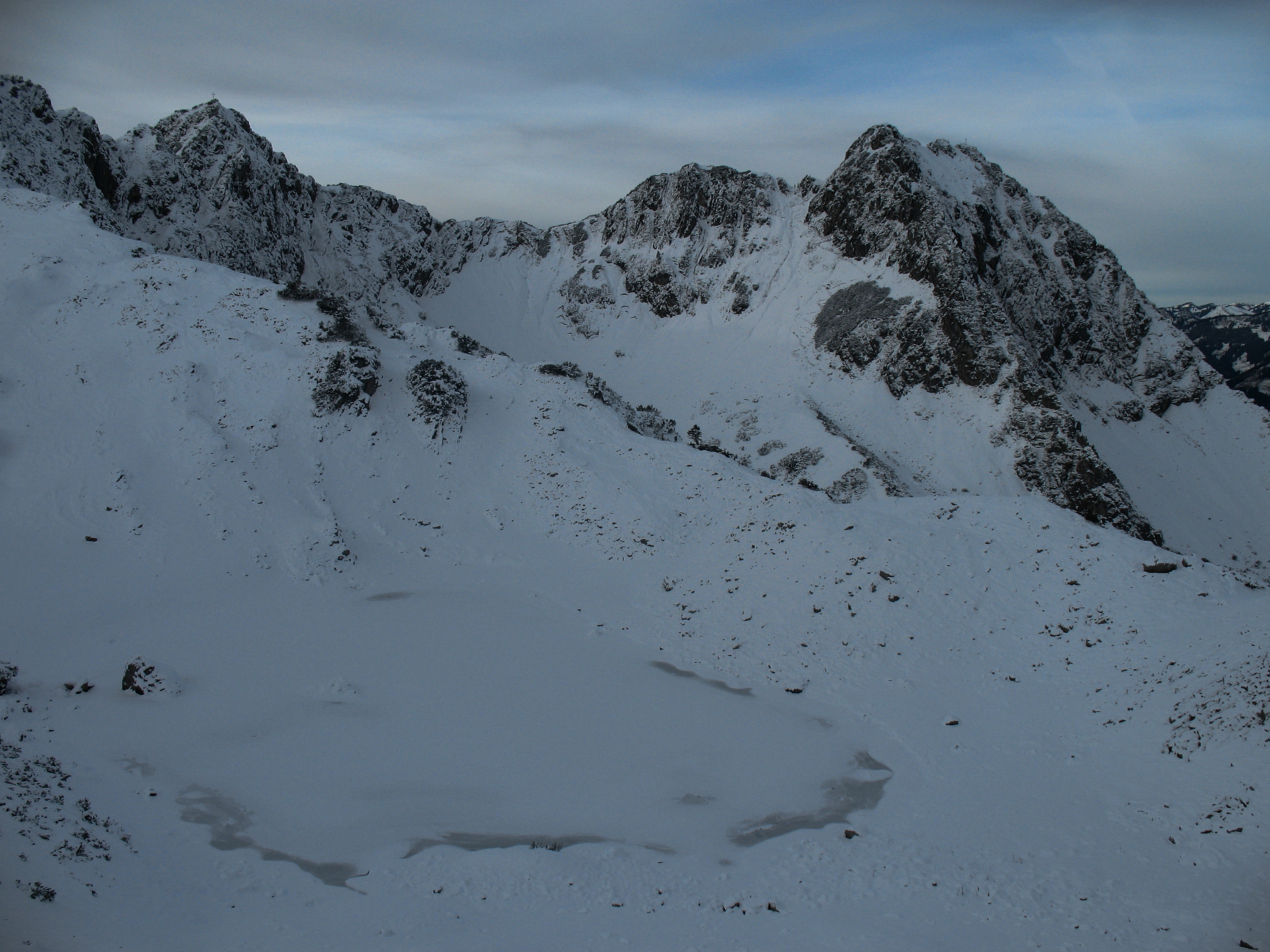
Mit Oberem Gaisalpsee
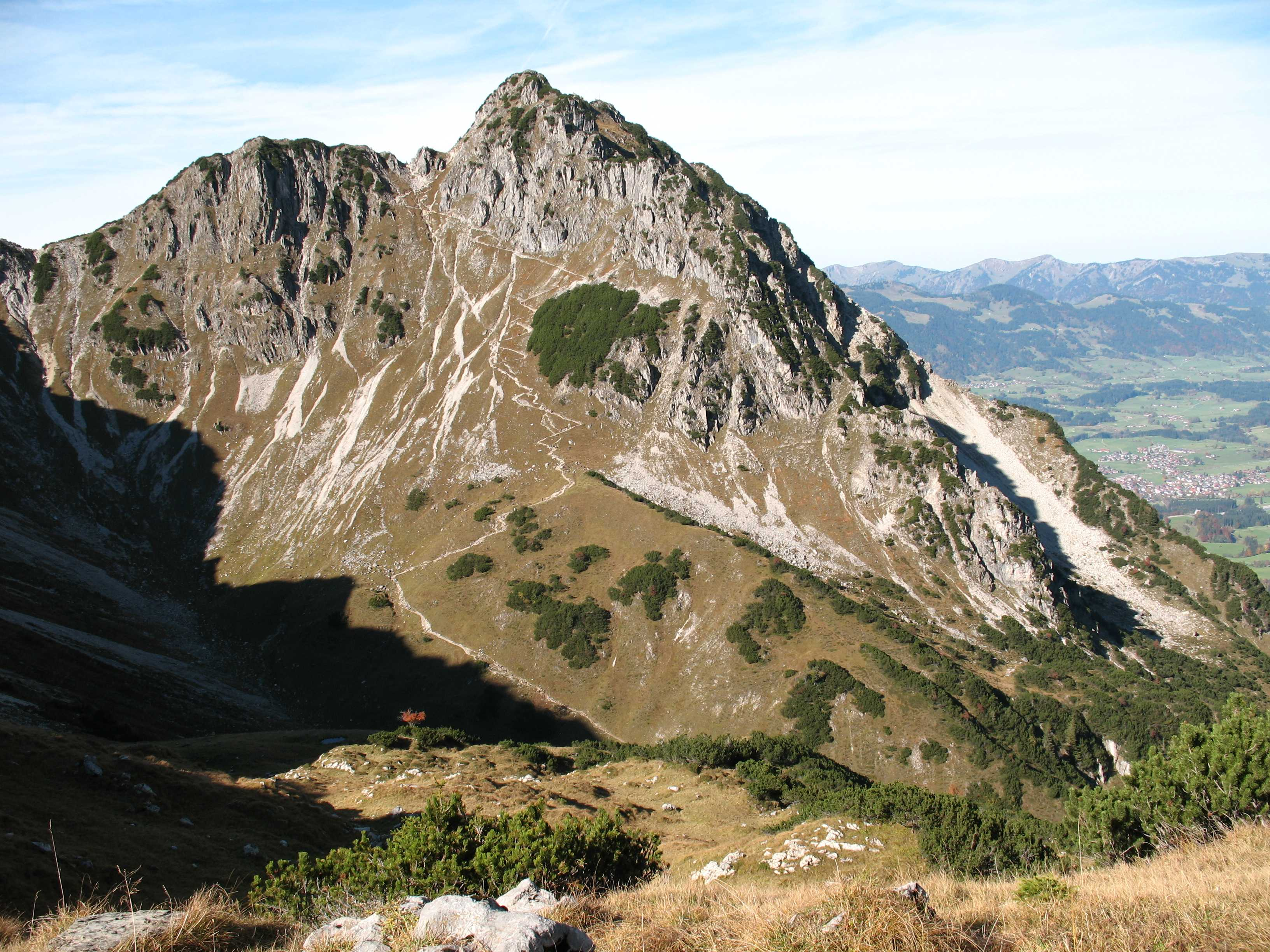
Die Ostseite des Rubihorns